# رماة رومان

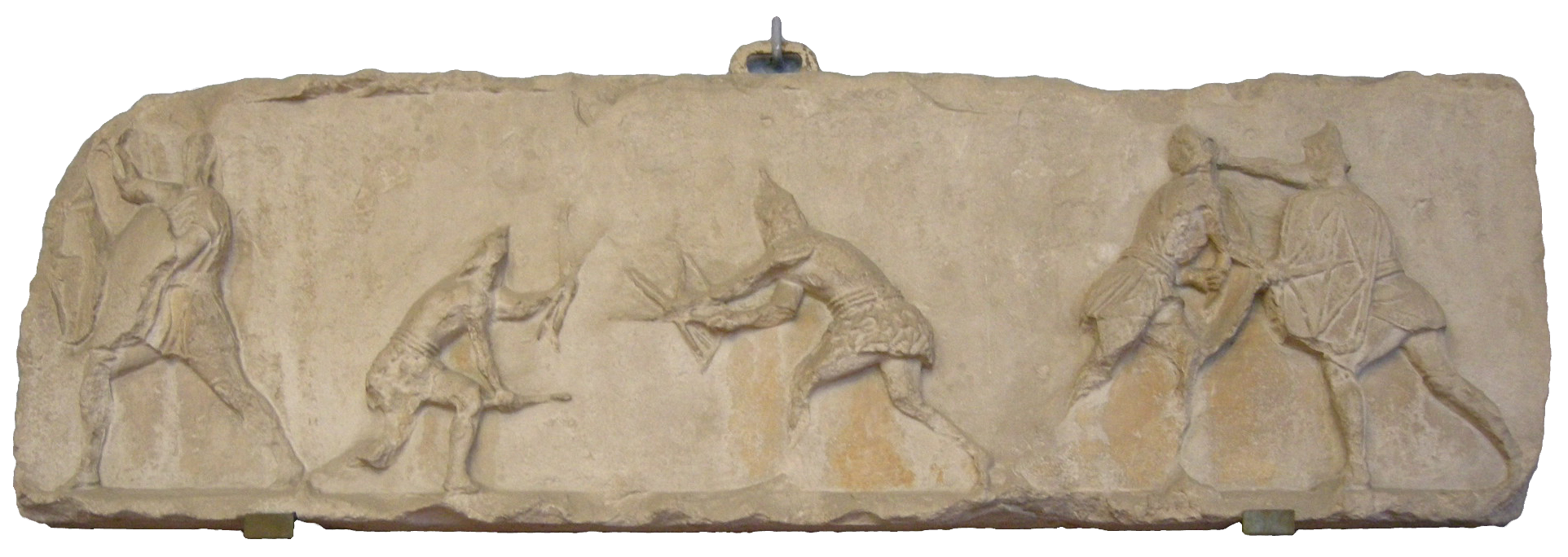
معركة القوس في متحف بارديني (فلورنسا، إيطاليا)

رماة الأسهم الرومان (باللاتينية: Sagittarii) هم فئة من المحاربين في جيوش روما القديمة كانوا يتخصَّصون برمي السهام، انقسم الرماة الرومان إلى مشاة وخيَّالة على حدّ سواء. ظهرت تشكيلات رماة الأسهم من المشاة والخيالية للمرة الأولى في جيوش روما خلال الفترة المبكرة من عهد الإمبراطورية، بادئة من صفوف قوات الاحتياط. خلال عهد الزعامة، كان ثلثا الرماة الرومان تقريباً من المشاة، بينما الثلث الأخير من الخيالة.ref name="Jeffrey L. Davies 1977 pp. 257-270"/> وكان الرماة المشاة من المرتزقة يخدمون في جيوش روما منذ عهد الجمهورية، إلا أنَّ راكبي الخيل لم يظهروا حتى بدأت روما تخوض حروبها مع دول المشرق، التي اعتمدت كثيراً على هذا الرماة الخيالة منذ القرن الأول قبل الميلاد فصاعداً، وخاصة البارثيين (الفرس) الذين سحقوا جيوش ماركوس ليسينيوس كراسوس بهؤلاء الرماة في معركة كارهاي. بدءاً من القرن الأول الميلادي فصاعداً، أصبح الرماة الخيالة تشكيلاً شائعاً جداً في الجيوش الرومانية، وساعدت هذه التشكيلات بغارات الرومان على القبائل الجرمانية شمالاً.
كان السلاح النموذجي لرماة السهام الرومان - مشاة وخيالة على حدّ سواء - هو القوس المركب، رغم أنَّ البعض استعمل أحياناً الأقواس الخشبية الطويلة التي لعلَّها جاءت من شمال أوروبا. يعتقد عدد من المؤرخين أن معظم الأقواس المركبة الرومانية كانت غير متناظرة الشكل، بحيث أن طرفها السفلي أقصر من ذاك العلوي.